# Pacayas
Pacayas är en ort i Costa Rica.   Den ligger i provinsen Cartago, i den centrala delen av landet, 15 km söder om huvudstaden San José. Pacayas ligger 1 675 meter över havet och antalet invånare är 1 556.
Terrängen runt Pacayas är huvudsakligen kuperad, men västerut är den bergig. Runt Pacayas är det ganska tätbefolkat, med 166 invånare per kvadratkilometer. Närmaste större samhälle är San José, 14,5 km norr om Pacayas. I omgivningarna runt Pacayas växer i huvudsak städsegrön lövskog.